# Becicherecu Mic

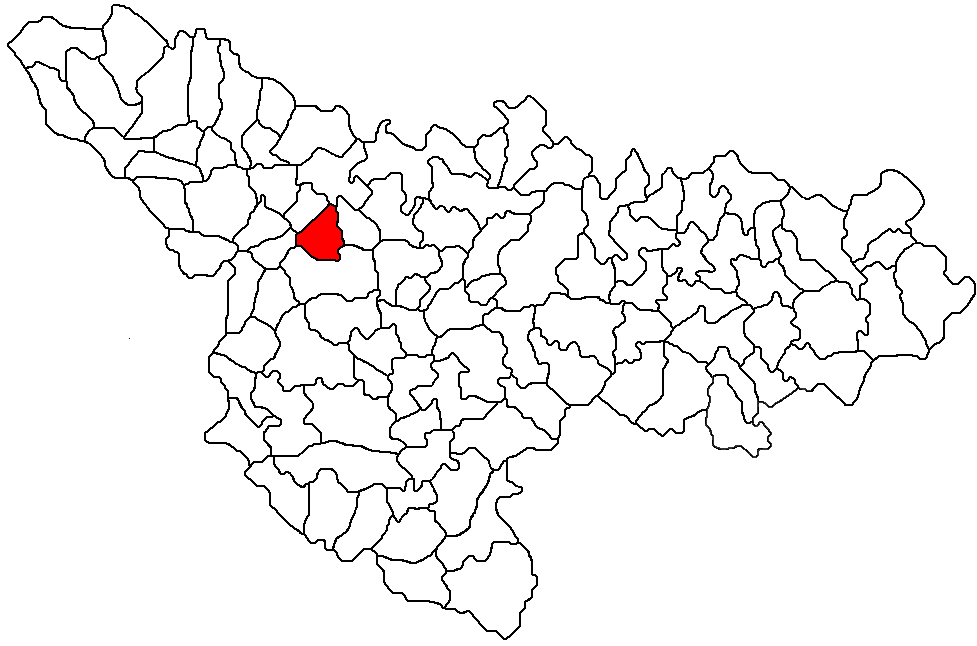
Lage von Becicherecu Mic im Kreis Timiș

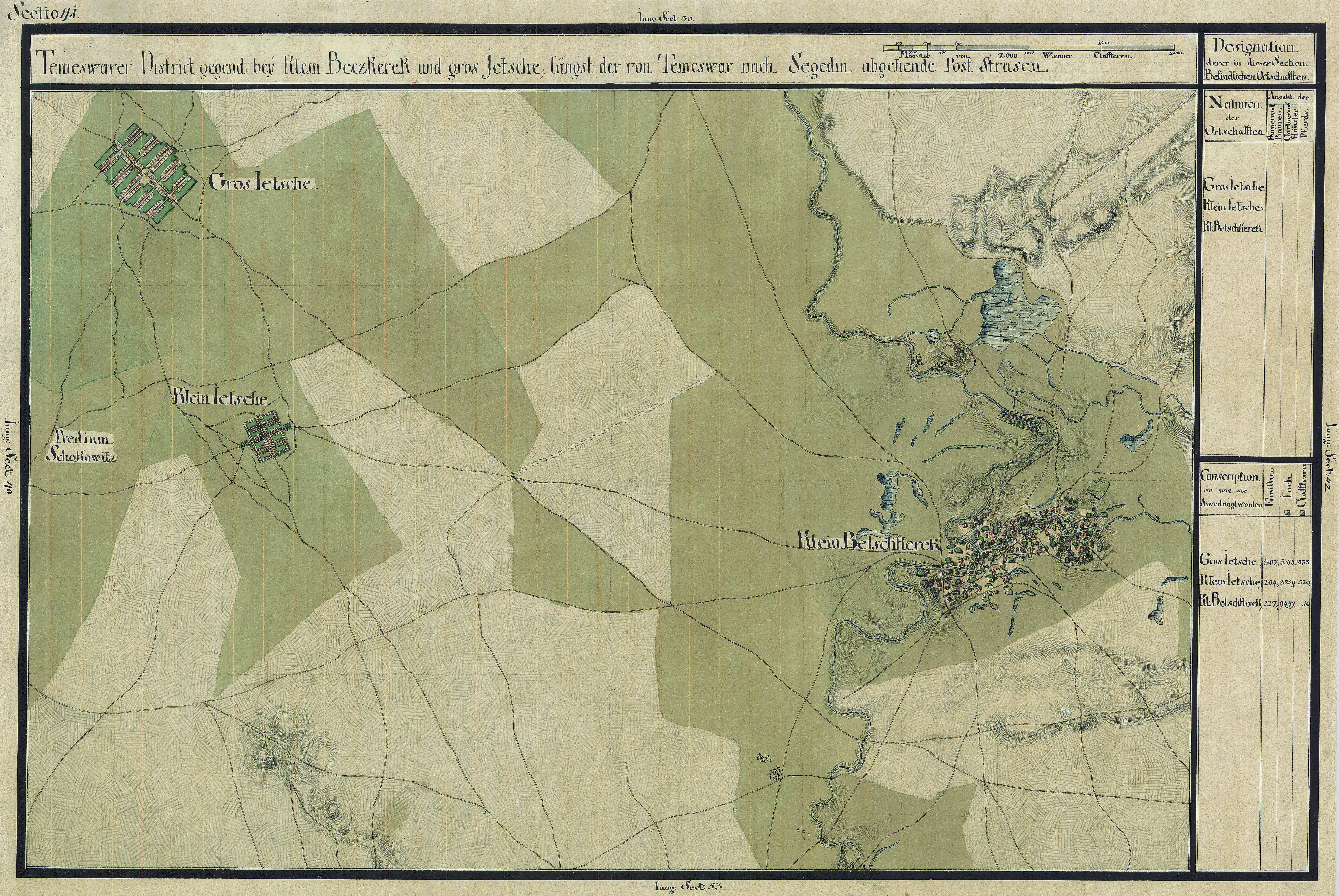
Josephinische Landesaufnahme (1769–1772)

Becicherecu Mic, auch Becicherecul-Mic (zwischen 1920 und 1925 Țichindeal; deutsch Klein-Betschkerek oder Kleinbetschkerek, serbisch Mali Bečkerek, ungarisch Kisbecskerek) ist eine Gemeinde im Kreis Timiș, in der Region Banat, im Südwesten Rumäniens, 17 km nordwestlich von Timișoara (Temeswar).

## Lage
Die Höhe über dem Meeresspiegel der Adria beträgt 79–88 Meter. Die Ortschaft wird von der Landstraße DN 6 Timișoara–Sânnicolau Mare durchquert und hat über die Bahnstrecke Timișoara–Cenad Anschluss an das Eisenbahnnetz. Zusätzlich ist Becicherecu Mic auch durch die Autobuslinie M44 der Societatea de Transport Public Timișoara mit Timișoara verbunden.

## Nachbarorte
| Biled        | Satchinez                                   | Hodoni       |
| Iecea Mică   | Kompassrose, die auf Nachbargemeinden zeigt | Dudeștii Noi |
| Beregsău Mic | Beregsău Mare                               | Săcălaz      |

## Etymologie
1232 tritt die Bezeichnung Terra Potkerequ erstmals in Erscheinung. Hundert Jahre später 1332 wurde der Ort urkundlich erwähnt. 1462 wurde die Domäne der Familie Hagymasy aus Beregsău mittels einer Schenkung zugeteilt. Während der ottomanischen Herrschaft (1552–1716) hieß der Ort Crucea. Zu Beginn der Habsburgischen Herrschaft (1717) war die Ortschaft unter der Bezeichnung Peschered (rumänisch Pescăreț) eingetragen, was so viel wie Fischteiche (rumänisch: bălți cu pește) bedeutet. Auf der Mercykarte von 1723 erschien erstmals die Bezeichnung Becicherecu Mic, die von dem Gutsbesitzer Pechereky herrührt. 1743 erschien der Ort unter der Bezeichnung Bezsierek. Von 1920 bis 1925 hieß die Ortschaft Țichindeal nach dem rumänischen Gelehrten Dimitrie Țichindeal. Diese Bezeichnung konnte sich aber bei der Bevölkerung nicht durchsetzen.

## Geschichte
Becicherecu Mic wurde 1332 erstmals urkundlich erwähnt. Während der Josephinischen Landesaufnahme von Claudius Florimund Mercy (1727) bestand die Ortschaft aus 36 Häusern, die von serbischen Hirten bewohnt waren. Aus diesem Grund nannte man später die Siedlung Raizisch-Klein-Betschkerek. 1748 zogen auch einige aus Siebenbürgen stammende Walachen aus Neu-Beschenowa hinzu. 1777, als Raizisch-Klein-Betschkerek schon aus 205 Häusern bestand, lebten hier auch 13 Deutsche.
1785 kam es zur Gründung Deutsch-Klein-Betschkereks. In den südlich von der raizischen Siedlung errichteten 116 Kolonistenhäusern zogen deutsche Siedler ein. 1890 kam es zum Zusammenschluss der beiden Ortschaften unter der Bezeichnung Klein-Betschkerek.
Nach dem Österreichisch-Ungarischen Ausgleich (1867) wurde das Banat dem Königreich Ungarn innerhalb der Doppelmonarchie Österreich-Ungarn angegliedert.
Anfang des 20. Jahrhunderts fand das Gesetz zur Magyarisierung der Ortsnamen (Ga. 4/1898) Anwendung. Der amtliche Ortsname war Kisbecskerek. Die ungarischen Ortsbezeichnungen blieben bis zur Verwaltungsreform von 1923 im Königreich Rumänien gültig, als die rumänischen Ortsnamen eingeführt wurden.
Der Vertrag von Trianon am 4. Juni 1920 hatte die Dreiteilung des Banats zur Folge, wodurch Becicherecu Mic an das Königreich Rumänien fiel.
Noch vor Kriegsende, im Januar 1945, wurden alle deutschstämmigen Männer im Alter von 16 bis 45 und Frauen zwischen 18 und 30 zur Aufbauarbeit in die Sowjetunion verschleppt.
Das Bodenreformgesetz vom 23. März 1945, das die Enteignung der deutschen Bauern in Rumänien vorsah, entzog der ländlichen Bevölkerung die Lebensgrundlage. Das Nationalisierungsgesetz vom 11. Juni 1948 sah die Verstaatlichung aller Industrie- und Handelsbetriebe, Banken und Versicherungen vor, wodurch alle Wirtschaftsbetriebe unabhängig von der ethnischen Zugehörigkeit enteignet wurden. Am 18. Juni 1951 fand die Deportation in die Bărăgan-Steppe, gemäß dem „Plan zur Evakuierung von Elementen über einen Abschnitt von 25 km, deren Präsenz eine Gefahr für das Grenzgebiet mit Jugoslawien darstellen“ statt. Als die Bărăganverschleppten 1956 heimkehrten, bekamen sie die 1945 enteigneten Häuser und Höfe zurück, der Feldbesitz wurde jedoch kollektiviert.
Die Gemeinde Becicherecu Mic ist durch Ausgliederung aus der Gemeinde Dudeștii Noi (Neubeschenowa) 2004 hervorgegangen.

## Konfessionen
Im Dorf gibt es drei Kirchen, eine römisch-katholische, eine serbisch-orthodoxe und eine rumänisch-orthodoxe. Der Grundstein zur römisch-katholischen Kirche von Klein-Betschkerek wurde am 29. Mai 1810 gelegt und am 17. November 1811 zu Ehren der Unbefleckten Empfängnis Mariä geweiht. Mit 42 m war sie eine der höchsten Kirchen im Banat. Die katholische Kirche wurde während eines Sturms im Jahre 1998 stark beschädigt.

## Demografie
| 1880 | 3379 | 428  | 21 | 2395 | 535 |
| 1910 | 3666 | 421  | 95 | 2531 | 619 |
| 1930 | 3318 | 426  | 40 | 2296 | 558 |
| 1977 | 2774 | 1741 | 18 | 619  | 396 |
| 2002 | 2417 | 2062 | 31 | 48   | 276 |
| 2011 | 2853 | 2382 | 43 | 33   | 395 |
| 2021 | 2875 | 2176 | 34 | 26   | 639 |